# Аеродром Кијев
Међународни аеродром Кијев-Бориспољ (рус. Международный Аэропорт Киев-Бори́споль) је главни међународни аеродром украјинске престонице Кијева и најпрометнија ваздушна лука у целој држави. Поред њега, Кијев је опслужени са аеродромом Жуљани (који је махом за нискотарифне летове). Бориспољ је од средишта града удаљено 29 km источно.
Аеродром Бориспољ је 2018. године забележио више од 12 милиона путника.
На аеродрому се налази седиште државне авио-компаније Јукрејн интернешнал ерлајнс, а авио-чвориште је за Виндроуз ерлајнс.